# Pembrokeshire Coast Path
Pembrokeshire Coast Path nebo také Pembrokeshire Coastal Path (velšsky Llwybr Arfordir Sir Benfro) je dálková turistická stezka v hrabství Pembrokeshire v jihozápadním Walesu. Byla otevřena v roce 1970, je 299 kilometrů dlouhá a prochází převážně po pobřežních útesech. Nejvyšší místo Pen yr afr se nachází ve výšce 175 m n. m. a nejnižším je pak přechod Sandy Haven (2 m n. m.).
Jižní konec cesty se nachází ve vesnici Amroth a za severní bylo původně považováno místo Poppit Sands nedaleko vesnice St Dogmaels, kde byla umístěna pamětní deska; cesta však pokračuje až do St. Dogmaels, kde byla v červenci 2009 otevřena další část cesty. Zde se cesta spojuje s Ceredigion Coast Path, která pokračuje dále na sever.
Pembrokeshire Coast Path je součástí 1400 kilometrů dlouhé trasy Wales Coast Path, která začíná v Chepstowu a končí v Queensferry a byla slavnostně otevřena v roce 2012.